# Wall Street

Der Charging Bull im Bowling-Green-Park nahe der Wall Street als Zeichen für den Optimismus der Börse

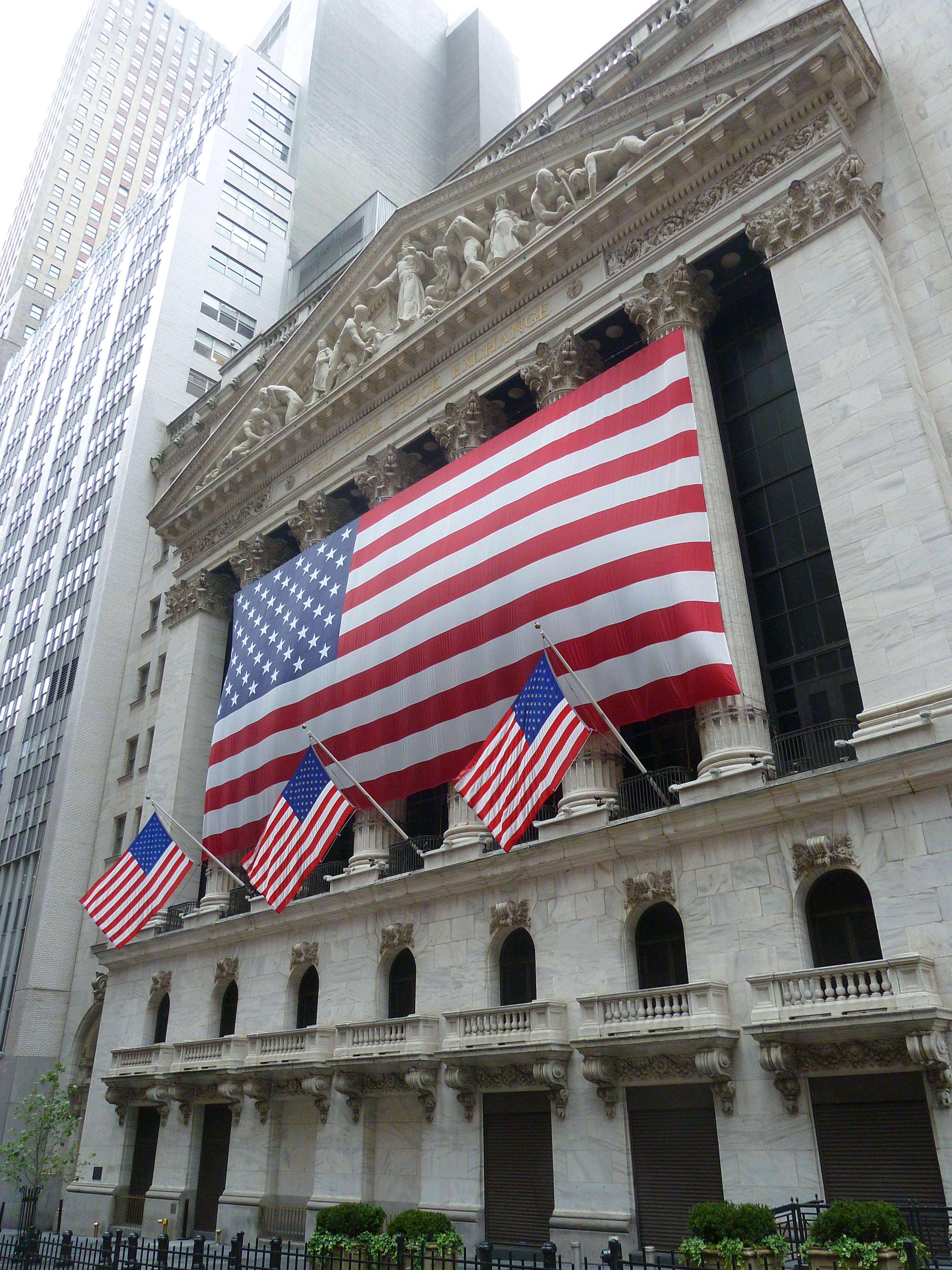
Fassade der New York Stock Exchange im Sommer 2011

Die Wall Street (dt. Wallstraße) ist eine Straße im New Yorker Stadtbezirk Manhattan, in der sich zahlreiche Kreditinstitute und die weltgrößte Wertpapierbörse, die New York Stock Exchange, befinden.

## Geschichte der Straße

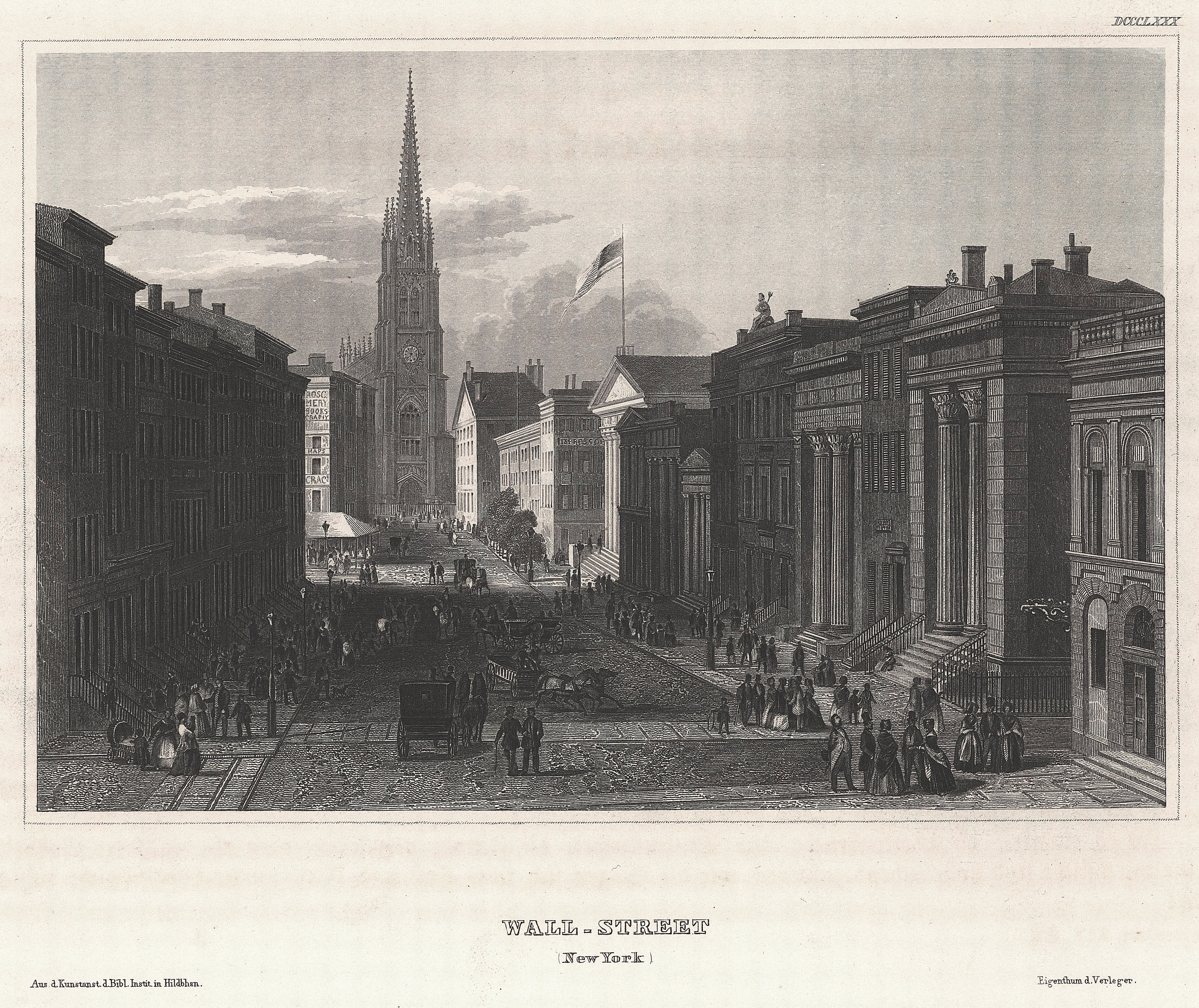
Die Wall Street in den 1850er Jahren

1647 entschloss sich die Niederländische Westindien-Kompanie in der Stadt Nieuw Amsterdam für Ordnung zu sorgen. Diese Aufgabe sollte Petrus Stuyvesant übernehmen. Während seiner 17 Jahre dauernden Amtszeit als Gouverneur wurden das erste Krankenhaus, das erste Gefängnis und die erste Schule gebaut. Als Schutz vor einer befürchteten Invasion britischer Truppen ließ er 1653 im Norden der Stadt quer über die Insel einen Wall aufschütten, der später der dort verlaufenden Straße ihren Namen gab. Auf der Wall Street befand sich ab 1711 der erste Sklavenmarkt New Yorks.

## Wall Street heute
Die rund 800 Meter lange Straße bildet das Zentrum des New Yorker Finanzdistrikts. Zugleich wird mit dem Begriff Wall Street auch die US-amerikanische Finanzindustrie als Ganzes bezeichnet.
Am Ende der Straße liegt die bekannte Trinity Church. An die Zeit, in der New York City die Hauptstadt der USA war, erinnert die Federal Hall, in der der erste Kongress tagte und dort unter anderem die Bill of Rights verabschiedete.